# Michael Link (Manager)
Michael Link (* 29. März 1967 in Hagen) ist ein deutscher Musikmanager und Autor. Bekannt wurde er vor allem als Manager und Lebensgefährte des Schlagersängers Patrick Lindner.
Nach einer Ausbildung zum Hotelkaufmann und einigen Jahren im Hotel, lernte Link 1992 Patrick Lindner kennen, dessen Management er im Januar 1993 übernahm.
Link und Lindner wurden auch privat ein Paar und bekannten sich zu ihrer Homosexualität. Die Medien sprachen vom schwulen Vorzeigepaar der Nation. Sein Lebensgefährte adoptierte 1998 den damals acht Monate alten Daniel, ein russisches Heimkind, und wurde so Vorreiter in Sachen schwule Partnerschaft und Kinder. Link schrieb das Buch „Abenteuer Adoption oder ein Lebenstraum wird wahr“, mit dem er für mehr Toleranz gegenüber Homosexuellen warb und Mut zur Adoption machte. 2005 trennte sich das Paar.
2001 veröffentlichte er auch das Kinderbuch „Komm, ich zeig Dir meine Eltern“. Außerdem spielte er in verschiedenen Fernsehserien wie SOKO 5113 oder Siska mit.
Link heiratete im September 2015 seinen 13 Jahre jüngeren Lebensgefährten. Die Hochzeit wurde in der Fernsehserie 4 Hochzeiten und eine Traumreise präsentiert. Heute ist Link als Marketingexperte tätig und lebt mit seinem Lebensgefährten in München.

## Werke
- Abenteuer Adoption, oder Ein Lebenstraum wird wahr, Edition Riesenrad, 2003, ISBN 3-935746-38-5
- Komm, ich zeig Dir meine Eltern, Edition Riesenrad, 2002, ISBN 3-935746-22-9